# 櫻井房記
- 桜井房記
- 櫻井房記

櫻井 房記（さくらい ふさき、1852年9月28日（嘉永5年8月15日） - 1928年（昭和3年）12月12日）は、明治から昭和初期にかけての日本の教育者。
学位制度草創期の理学士。東京物理学講習所（後の東京物理学校、現在の東京理科大学）初代所長、第五高等学校第5代校長。

## 経歴
1852年9月28日（嘉永5年8月15日）、櫻井甚太郎・八百夫妻の長男として加賀国加賀藩金沢馬場一蕃丁に生まれる。父・甚太郎は先妻との間に2人の男子がおり、2人の異母兄を含めれば房記は甚太郎の三男にあたる。母・八百は甚太郎の後妻。1869年（明治2年）、藩費生として開成学校（後の大学南校、現・東京大学）に入学。1870年（明治3年）、大学南校で貢進生に選ばれる。1878年（明治11年）12月24日、東京大学仏語物理学科第1期卒業。1881年（明治14年）、東京物理学講習所の初代所長となる。1882年（明治15年）、イギリス・フランスへ留学する。1883年（明治16年）、高等師範学校教授となる。1885年（明治18年）、第1回中等教員検定試験の学力試験委員となる。第五高等学校へ赴任する第4回まで、引き続き学力試験委員を務める。1890年（明治23年）、第五高等中学校（1894年第五高等学校に改称）教授となり、東京物理学校の教師を辞する。1895年（明治28年）、第五高等学校教頭となる。同校の新任教師であった夏目漱石に、イギリス留学を薦める。1897年（明治30年）、工学部初代主事となる。1898年（明治31年）、夏目漱石に、加賀宝生流の能楽を教える。1900年（明治33年）4月、第五高等学校校長となる。1907年（明治40年）1月、第五高等学校校長を辞する。1908年（明治41年）、大韓帝国皇太子の教育係となる。1917年（大正6年）4月、東京物理学校の主事となる。

## 家族・親族
弟は造船学者の櫻井省三、化学者の櫻井錠二（錠二の五男・櫻井季雄も化学者）。
房記は妻との間に2男3女をもうけた。長男は実業家で三菱重工業社長の櫻井俊記、俊記の妻は志村源太郎の姪。長女は建築家の藤村朗（華厳滝で投身自殺した旧制一高生・藤村操の弟）に嫁ぎ、次女は実業家の岩崎輝弥（三菱財閥の2代目総帥・岩崎弥之助の三男）に嫁いだ。

## 栄典
- 1895年（明治28年）12月29日 - 勲六等瑞宝章[11]

## 著作
- 「算術教授上ノ心得」（『大日本教育会雑誌』第8号、1884年7月）
- 「暦に就て」（『竜南会雑誌』第33号、1895年1月）
- 「太陽」（『竜南会雑誌』第37号、1895年6月）
- 「入学式に於ける桜井校長の訓告」（『竜南会雑誌』第81号、1900年9月）
- 「入学式に於ける桜井校長の訓告大意」（『竜会雑誌』第87号、1901年10月）

訳書
- 『小物理学書』 ジヤメン原著、東京物理学校、1885年5月巻一
- 『中等教育 代数学』 アグレジェー・ボッス原著、千本福隆合訳、丸善商社書店・敬業社、1889年12月上巻 ／ 1891年11月下巻

## 関連文献
- 「前主事旧維持員桜井房記氏歿す」（太田千頴編輯 『東京物理学校五十年小史』 東京物理学校、1930年10月）
- 「燗瓶の嘆声＝友情に厚い桜井房記」（吉田千之著 『竜南人物展望』 九州新聞社出版部、1937年12月）
- 「桜井房記」（五高人物史刊行会編 『五高人物史』 五高人物史刊行会、1959年2月）
- 「第五高等学校長 桜井房記」（唐沢富太郎著 『貢進生 : 幕末維新期のエリート』 ぎょうせい、1974年12月 ／ 唐沢富太郎著 『唐沢富太郎著作集 第4巻 貢進生 人生・運命・宗教』 ぎょうせい、1990年10月、ISBN 4324016259）
- 島田和昭「櫻井房記の「算術教授ノ心得」について」『イプシロン』第28号、愛知教育大学数学教室、1986年3月、57-73頁、ISSN 0289-145X、NAID 120001168036。